# Schlosskapelle (Gürzenich)

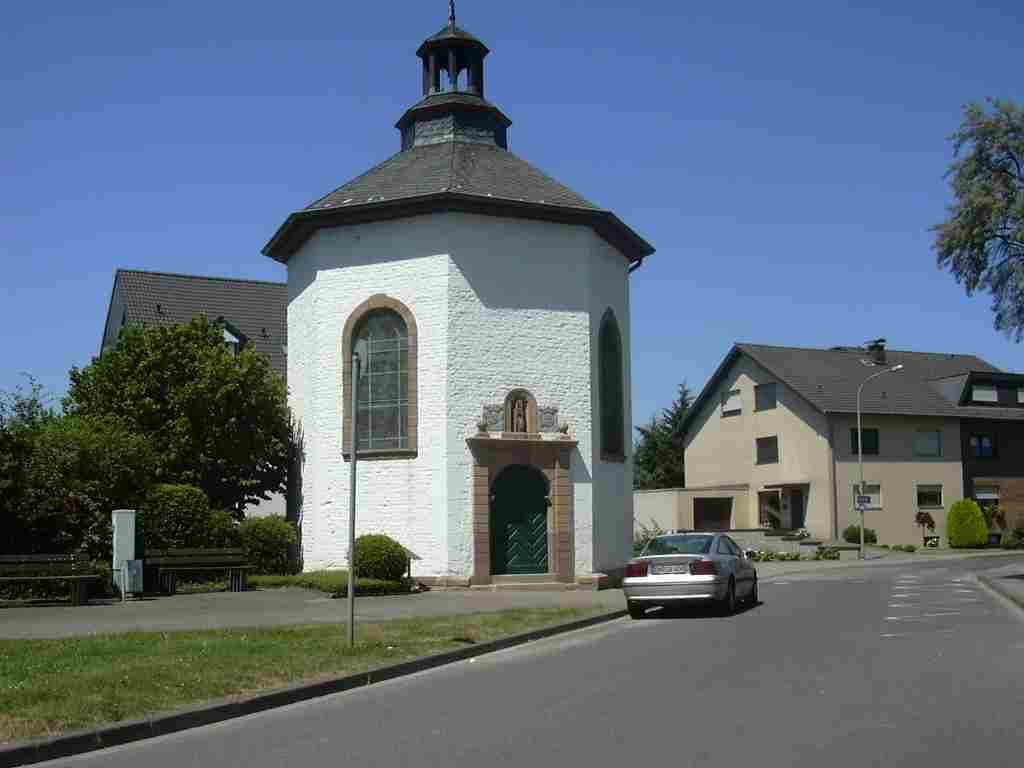
Die Kapelle

Die Schlosskapelle ist eine römisch-katholische Kapelle und steht im Dürener Stadtteil Gürzenich in Nordrhein-Westfalen, Graf-Schellart-Weg. 
Die barocke Kapelle ist, wie eine inschriftliche Datierung zeigt, 1718 erbaut worden. Sie hat einen oktogonalen Grundriss. Über dem Bauwerk befindet sich ein Zeltdach mit offener Laterne. Die Rundbogenfenster und das Portal bestehen aus Werkstein. Im Inneren steht ein barocker Altar. Die Kapelle, die in unmittelbarer Nähe zur ehemaligen Burg Gürzenich steht, wurde anlässlich der Heirat eines Grafen von Schellart errichtet.
Das Bauwerk ist unter Nr. 6/012 in die Denkmalliste der Stadt Düren eingetragen.